# Mädler (Marskrater)
Mädler ist ein Marskrater, der von der IAU im Jahr 1973 nach dem deutschen Astronomen Johann Heinrich von Mädler benannt wurde.
Anfang der 1830er Jahre fertigten Mädler und sein Mitarbeiter Wilhelm Beer die ersten genauen Karten vom Mars an. Dabei haben sie anhand einer kreisrunden Struktur auf der Marsoberfläche den Nullmeridian gewählt, welcher später „Sinus Meridiani“ („Mittlere Bucht“ oder „Meridianbucht“) genannt wurde.
Die gleiche Struktur wurde 1877 von Giovanni Schiaparelli für seine bekannteren Marskarten gewählt. Nach der Landung der NASA-Erkundungsroboter MER-B Opportunity im Jahr 2004 ist diese Struktur eher als „Meridiani Planum“ bekannt.
Mädler befindet sich südlich vom Meridiani Planum und in dessen Nähe, circa 10° östlich von Beer. Der Schiaparelli Krater befindet sich auch in der Nähe.
Laut einer Studie war Mädler früher ein See.